# Heart of Shimmer Championship
Le Heart of Shimmer Championship est un championnat de catch (lutte professionnelle) féminin utilisé par la Shimmer Women Athletes (SHIMMER).
En janvier 2016, la SHIMMER annonce la création de ce nouveau championnat dont la première championne est Nicole Savoy qui remporte un tournoi durant SHIMMER volume 80. Depuis sa création six catcheuses ont détenu ce titre qui n'a jamais été vacant. La championne actuelle est Nevaeh (en).

## Histoire du titre
En janvier 2016, la Shimmer Women Athletes (SHIMMER) annonce la création d'un troisième championnat, le Heart of Shimmer Championship. Cette fédération annonce aussi que la première championne va être la gagnante d'un tournoi le 2 avril au cours de SHIMMER volume 80. Le 21 mars, la SHIMMER annonce six des huit participantes :
- Cheerleader Melissa[2]
- Cherry Bomb[2]
- Crazy Mary Dobson[2]
- Heidi Lovelace[2]
- Nicole Matthews[2]
- Veda Scott (en)[2]

Neuf jours plus tard, la SHIMMER annonce la participation de six autres participantes :
- Candice LeRae[3]
- Jessica Havok[3]
- Kimber Lee[3]
- Leva Bates (en)[3]
- LuFisto[3]
- Nicole Savoy[3]

Ce tournoi se déroule sur trois tours, la finale voit la victoire de Nicole Savoy dans un match à trois comprenant aussi  Candice LeRae et Heidi Lovelace.
|  | Demi-finales        | Demi-finales        | Demi-finales        | Demi-finales        |               |               | Finale     | Finale     | Finale | Finale |
|  |                     |                     |                     |                     |               |               |            |            |        |        |
|  |                     |                     |                     |                     |               |               |            |            |        |        |
|  | Candice LeRae       | Candice LeRae       | Tombé               | Tombé               |               |               |            |            |        |        |
|  | Candice LeRae       | Candice LeRae       | Tombé               | Tombé               |               |               |            |            |        |        |
|  | Cherry Bomb         | Cherry Bomb         | -                   | -                   |               |               |            |            |        |        |
|  | Cherry Bomb         | Cherry Bomb         | -                   | -                   | Candice LeRae | Candice LeRae | Soumission | Soumission |        |        |
|  |                     |                     |                     |                     | Candice LeRae | Candice LeRae | Soumission | Soumission |        |        |
|  |                     |                     | Cheerleader Melissa | Cheerleader Melissa | 9:17          | 9:17          |            |            |        |        |
|  | Cheerleader Melissa | Cheerleader Melissa | Cheerleader Melissa | Cheerleader Melissa | 9:17          | 9:17          | Tombé      | Tombé      |        |        |
|  | Cheerleader Melissa | Cheerleader Melissa |                     |                     |               |               |            | Tombé      |        |        |
|  | Leva Bates (en)     | Leva Bates (en)     | 7:23                | 7:23                |               |               |            |            |        |        |
|  | Leva Bates (en)     | Leva Bates (en)     | 7:23                | 7:23                |               |               |            |            |        |        |

|  | Demi-finales      | Demi-finales      | Demi-finales    | Demi-finales    |                |                | Finale | Finale | Finale | Finale |
|  |                   |                   |                 |                 |                |                |        |        |        |        |
|  |                   |                   |                 |                 |                |                |        |        |        |        |
|  | Heidi Lovelace    | Heidi Lovelace    | Tombé           | Tombé           |                |                |        |        |        |        |
|  | Heidi Lovelace    | Heidi Lovelace    | Tombé           | Tombé           |                |                |        |        |        |        |
|  | Veda Scott (en)   | Veda Scott (en)   | 8:05            | 8:05            |                |                |        |        |        |        |
|  | Veda Scott (en)   | Veda Scott (en)   | 8:05            | 8:05            | Heidi Lovelace | Heidi Lovelace | Tombé  | Tombé  |        |        |
|  |                   |                   |                 |                 | Heidi Lovelace | Heidi Lovelace | Tombé  | Tombé  |        |        |
|  |                   |                   | Nicole Matthews | Nicole Matthews | 9:36           | 9:36           |        |        |        |        |
|  | Crazy Mary Dobson | Crazy Mary Dobson | Nicole Matthews | Nicole Matthews | 9:36           | 9:36           | 7:14   | 7:14   |        |        |
|  | Crazy Mary Dobson | Crazy Mary Dobson |                 |                 |                |                |        | 7:14   |        |        |
|  | Nicole Matthews   | Nicole Matthews   | Tombé           | Tombé           |                |                |        |        |        |        |
|  | Nicole Matthews   | Nicole Matthews   | Tombé           | Tombé           |                |                |        |        |        |        |

|  | Demi-finales  | Demi-finales  | Demi-finales | Demi-finales |            |            | Finale | Finale | Finale | Finale |
|  |               |               |              |              |            |            |        |        |        |        |
|  |               |               |              |              |            |            |        |        |        |        |
|  | Jessica Havok | Jessica Havok | 7:06         | 7:06         |            |            |        |        |        |        |
|  | Jessica Havok | Jessica Havok | 7:06         | 7:06         |            |            |        |        |        |        |
|  | Kimber Lee    | Kimber Lee    | Tombé        | Tombé        |            |            |        |        |        |        |
|  | Kimber Lee    | Kimber Lee    | Tombé        | Tombé        | Kimber Lee | Kimber Lee | 7:07   | 7:07   |        |        |
|  |               |               |              |              | Kimber Lee | Kimber Lee | 7:07   | 7:07   |        |        |
|  |               |               | Nicole Savoy | Nicole Savoy | Soumission | Soumission |        |        |        |        |
|  | LuFisto       | LuFisto       | Nicole Savoy | Nicole Savoy | Soumission | Soumission | 8:01   | 8:01   |        |        |
|  | LuFisto       | LuFisto       |              |              |            |            |        | 8:01   |        |        |
|  | Nicole Savoy  | Nicole Savoy  | Soumission   | Soumission   |            |            |        |        |        |        |
|  | Nicole Savoy  | Nicole Savoy  | Soumission   | Soumission   |            |            |        |        |        |        |

Le 19 août 2019, Samantha Heights est victime d'une rupture des ligaments croisé du genou et doit se faire opérer. Cependant, la SHIMMER ne souhaite pas rendre le titre vacant et préfère désigner une championne par intérim,. Un tournoi est alors organisé du 2 au 3 novembre opposant six catcheuses. Les participantes sont :
- Rhia O’Reilly[8]
- Marti Belle[8]
- Veda Scott (en)[8]
- Hyan[8]
- Kris Statlander[8]
- Brittany Blake[8]

Hyan remporte ce tournoi en éliminant Kris Statlander et Rhia O’Reilly en finale. Le 11 octobre 2020, la Shimmer décide de reconnaitre Hyan comme la véritable championne car Samantha Heights ne peut pas combattre.
| # | Championne       | Règnes | Date            | Durée                     | Lieu                   | Notes                                                                                                 | Réf    |
| - | ---------------- | ------ | --------------- | ------------------------- | ---------------------- | --- | ------ |
| 1 | Nicole Savoy     | 1      | 2 avril 2016    | 1 an, 3 mois et 6 jours   | Dallas (Texas)         | Elle bat Candice LeRae et Heidi Lovelace en finale d'un tournoi                                       | [ 4 ]  |
| 2 | Shazza McKenzie  | 1      | 8 juillet 2017  | 9 mois et 7 jours         | Berwyn (Illinois)      | | [ 11 ] |
| 3 | Dust             | 1      | 15 avril 2018   | 11 mois et 21 jours       | Berwyn (Illinois)      | | [ 12 ] |
| 4 | Samantha Heights | 1      | 5 avril 2019    | 1 an, 6 mois et 6 jours   | Woodside (New York)    | | [ 13 ] |
| - | Hyan             | 1      | 3 novembre 2019 | 11 mois et 8 jours        | Berwyn (Illinois)      | Elle bat Kris Statlander et Rhia O’Reilly en finale pour devenir championne par intérim.              | [ 9 ]  |
| 5 | Hyan             | 1      | 11 octobre 2020 | 1 an et 20 jours          | Indianapolis (Indiana) | Elle bat Thunderkitty pour devenir la véritable championne car Samantha Heights est toujours blessée. | ,      |
| 6 | Nevaeh (en)      | 1      | 31 octobre 2021 | 3 ans, 4 mois et 11 jours | Berwyn (Illinois)      | | [ 15 ] |